# 安州街道
安州街道，是中华人民共和国河北省承德市隆化县下辖的一个街道办事处。
2013年，河北省民政厅批复同意将隆化镇所辖的药王庙、振兴、苔山、安州、北安5个居民委员会划出，设立安州街道办事处，面积7.8平方公里，人口62215人。安州街道办事处驻安州街168号。

## 行政区划
安州街道下辖以下地区：
安洲社区、苔山社区、药王庙社区、北安社区和振兴社区。